# 市場町 (太田市)
市場町（いちばちょう）は、群馬県太田市にある地名（町丁）。郵便番号は373-0013。

## 概要
毛里田地区にある町丁。

## 地理
北東部を渡良瀬川が流れており、栃木県と接している。

### 近隣町丁
- 只上町
- 東新町
- 高瀬町

## 世帯数と人口
2022年（令和4年）3月31日現在の世帯数と人口は以下の通りである。
| 町丁   | 世帯数  | 人口   |
| ------ | ------- | ------ |
| 市場町 | 952世帯 | 2142人 |

## 交通

### 鉄道
町内に鉄道は通っていない。

### 道路
- 栃木県道・群馬県道39号足利伊勢崎線

## 施設
- セブンイレブン太田市市場町店